# دامر ماتوفينوفيتش
دامير ماتوفينوفيتش ، من مواليد 6 ابريل 1940 ، حكم كرة قدم يوغسلافي دولي سابق.
حكم في بطولة كأس العالم لكرة القدم 1982.

## وصلات خارجية
- دامر ماتوفينوفيتش على موقع Soccerway.com (الإنجليزية)